# Buderus
Buderus (postupně Sozietät JW Buderus, OHG Gebrüder Buderus, Aktiengesellschaft Buderus'sche Eisenwerke, Buderussche Handelsgesellschaft, Buderus AG ) je německá značka (dříve společnost), která je od roku 2003 v majetku spol. Bosch, zabývající se tavením a zpracováním železa se sídlem v německém Wetzlaru.
Tato rodinná firma byla založena 14. března 1731 Johannem Wilhelmem Buderusem I. Postupně v průběhu staletí přecházela na jeho potomky a rozšiřovala se, aby se stala jednou z největších slévárenských společností jak Německu, tak v celé Evropě. Patří mezi nejdéle zavedené velké společnost v Evropě.
Roku 2003 tehdejší společnost Buderus AG s jejími třemi dceřinými společnostmi Buderus Heiztechnik GmbH, Buderus Guss GmbH a Edelstahlwerke Buderus AG převzala společnost Robert Bosch GmbH. Kovozávod Edelstahlwerke Buderus AG, nyní Buderus Edelstah, byla v roce 2005 prodána rakouské společnosti Böhler-Uddeholm AG.  Buderus Guss GmbH byl prodán do mnichovské soukromé společnosti Orlando Management, celý, kromě výroby brzdových kotoučů, který se nalézá v obci Breidenbach. Podnik na výrobu brzdových kotoučů nadále funguje pod Buderus Guss GmbH a zůstává jako nezávislá dceřiná společnost v divizi Chassis Systems Control společnosti Robert Bosch GmbH.  Bývalá společnost Buderus Heiztechnik GmbH působí pod názvem Bosch-Thermotechnik GmbH a je stále součástí Robert Bosch GmbH. Značka „Buderus“ je i nadále používána pro výrobky v oblasti vytápění a sanitárního vybavení.

## Historie společnosti

### Prehistorie do roku 1731

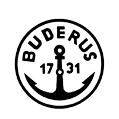
Historické logo

V roce 1678 postavila rodina Buderusů první vysoké pece v Hirzenhainu v západní části pohoří Vogelsberg (kraj Wetteraukreis ve státě Hesensko). Historie vlastní firmy Buderus se začala psát v první polovině 18. století, kdy byla v oblasti Lahn-Dill a v Horním Hesensku nalezena četná ložiska železného rudy . Právo těžit tuto rudu měli panovníci. Ti zakládali železárny, které buď jsami spravovali, najali si správce hutí, nebo je pronajímaly. Friedrich Ernst hrabě ze Solms-Laubachu založil v roce 1707 u Ruppertsburgu na svém území po něm pojmenovanou Fridrichovu huť a tím znovu obnovil železářský a ocelářský průmysl, který se zde v důsledku třicetileté války zastavil. Na jaře roku 1707 byla zahájena stavba nové dřevouhelné vysoké pece s vlastní slévárnou. V roce 1709 byl uveden do provozu hamr se slévárnou ke zpracování surového železa na kujné.

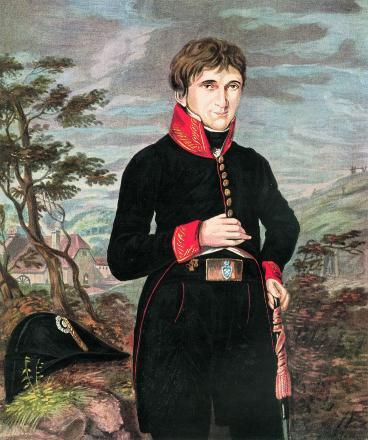
Desátý potomek zakladatele firmy a jeho nástupce Johann Wilhelm Buderus II.

Roku 1717 se Johann Wilhelm Buderus I, narozený v Nassau (Lahn) roku 1690 jako syn učitele, kaplana a později pastora, stal obchodním a technickým vedoucím Fridrichovy hutě;. Přestože byl Buderus pouze správcem, investoval nemalé vlastní prostředky do provozu železárny, která měla od roku 1718 kromě dřevouhelné vysoké pece a slévárny již dva hamry. Později v roce 1729 vlastnil většinu provozního kapitálu Fridrichovy hutě a byl tedy de facto šéfem celých železáren.

### Pronájem Fridrichovy hutě a rozšíření rodinného podniku (1731–1806)
14. března 1731 složil Johann Wilhelm Buderus I. zálohu, čímž na něj přešel pronájem Fridrichovy hutě a přidružených hamrů (Hamr u Hesenského mostu a Horní hamr). Tento den je považován za datum založení společnosti. Dne 26. června 1734 uzavřel Buderus novou nájemní smlouvu s hrabětem Fridrichem Magnusem II. ze Solms-Laubachu, ve které si pronajal huť na 22 let. Zemřel 23. června 1753. Později 17. prosince stejného roku byla podepsána nová nájemní smlouva s jeho druhou manželkou (vdovou) Elisabethou Magdalenou Buderus. Jeho vdova vedla společnost po celou dobu nepokojů sedmileté války, která vypukla o tři roky později, v roce 1756, a těžce zasáhla střední Hesensko.
Buderusův syn – Johann Wilhelm Buderus II. – byl přijat do firmy po dokončení hutnického vzdělání v lednu 1762 . Pod jeho vedením, kterého se ujal o čtyři roky později jako oficiální nájemce Fridrichovy hutě, rodinný podnik vystoupal nad úroveň regionálního výrobce železa v regionu Vogelsberg a expandoval do oblasti kolem Lahn a Weil. Dne 1. února 1779 si Johann Wilhelm Buderus II pronajal další hamr u Schellnhausenu od správy kraje Hesensko-Darmstadt a ve stejném roce také získal výhradní právo prodávat železo v pěti hesenských kancelářích Burg-Gemünden, Grebenau, Grünberg, Schotten. a Ulrichstein . Roku 1798 získal areál Audenschmiede ve Weiltalu. Jednalo se o důležitou železárnu v oblasti Nassau-Weilburg, centrum tehdejšího železářského průmyslu na středním Lahnu. Johann Wilhelm Buderus II., který byl sám od roku 1776 hrabětem ze Solms-Laubach jmenován Bergratem, zemřel 1. května 1806. Majetek jeho otce – a tím i jeho počáteční kapitál – činil v roce 1762 asi 710 zlatých; po jeho smrti bylo rodinné jmění oceněno na 180 000 zlatých.

### Založení společnosti, další expanze (1806–1840)
Po smrti Johanna Wilhelma II. přešla společnost rovným dílem na jeho tři pozůstalé syny Johanna Christiana Wilhelma, Antona Georga Wilhelma Christiana a Georga Friedricha Andrease Buderuse (* 9. března 1777; † 26. února 1840 ve Frankfurtu nad Mohanem, později známý pouze jako Georg Buderus I.). Tito tři synové 2. ledna 1807 své majetky spojili a založili rodinnou společnost JW Buderus Söhne se sídlem ve Friedrichshütte u Laubachu .

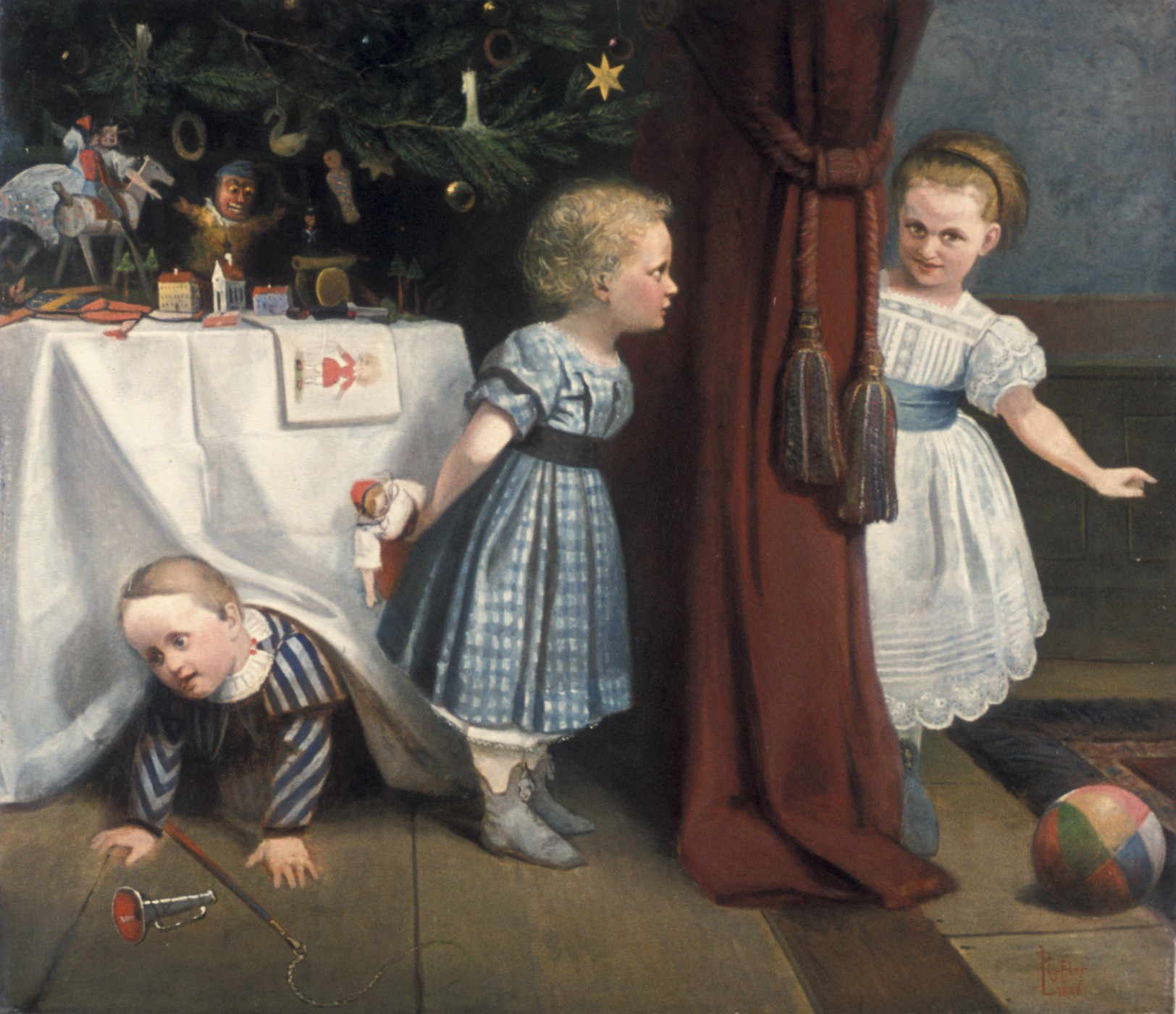
Děti z rodiny Buderusů, obraz z roku 1866

Po úmrtí svých dvou bratrů vedl Georg Buderus I. společnost dále sám. a usiloval o další expanzi firmy. V roce 1812 si pronajal Huť Löhnberger u Weilburgu a roku 1817 železárny v Hirzenhainu. Hlavní závod, Fridrichova huť, byl modernizován a v roce 1821 rozšířen o vysokou pec a novou budovu huti. Roku 1817 bylo dokončeno nové rodinné sídlo. Horní hammer se stal vlastnictvím rodiny Buderus a byl přejmenován na Georgův hamr . V roce 1822 Georg Buderus I koupil Christianshütte u Schupbachu v hrabství Wied-Runkel. O dva roky později (1824) byl zakoupen Schellnhausener Hammerwerk který byl předtím pouze pronajat. Továrna byla roku 1827 přejmenována na Louisin hamr po Georgově manželce. V roce 1830 se stal rodinným majetkem také železný hamr, který se nacházel v hrabství Leiningen-Westerburg .
V průběhu této expanze byli do vedení rodinné firmy zařazeni další rodinní členové. Roku 1830 vstoupili do podniku tři synovci Georga Buderuse I.: Georg Carl Theodor Buderus (* 1808; † 1873, později Georg Buderus II ), Alexander Richard August Leberecht Theodor Moritz Buderus (* 1814; † 1871), oba synové Johann Buderus, a Friedrich Ludwig August Buderus (* 1810), syn Antona Buderuse. O osm let později, dne 1. července 1838, byla uzavřena nová smlouva o partnerství mezi tehdejším majitelem Georgem Buderusem I. a těmito třemi synovci. Generální inventura z 31. Prosinece 1836 odhaluje:
- Hutě ve vlastním majetku: Audenschmiede a Christianshütte
- Pronájem: Löhnberger Hütte, Friedrichshütte s Hessenbrücker Hammer a Hirzenhainer Hütte
- Hamry ve vlastním majetku: Louisin hamr, Georgův hamr a Gemünder Hammer
- Doly: důl Eisenstein, stříbrný důl Mehlbach a hnědouhelný důl Buderus
- Další majetek: mlýn Hessenbrücker, mlýn Horloffs, dům ve Weilburgu a velkoslévárna ve Frankfurtu nad Mohanem.

### Nákupy a uzavření hutí (1840–1860)
Georg Buderus I. zemřel ve svém druhém sídle ve Frankfurtu nad Mohanem 26. února 1840. Jeho manželka Louisa obdržela vyrovnání od synovců, kteří po jeho úmrtí přerozdělili podíly ve společnosti. Richard a Georg Buderus II získali každý 5/18 (27,8 %) a Friedrich Buderus 8/18 (44,4 %) podílů ve společnosti.
Roku 1846 byly pronajaty hutě Aßlarer a Oberndorfer, které se obě nacházely v kraji Wetzlar a patřily pod panství Solms-Braunfels . Obě hutě však dlouhodobě nebyly ziskové. Huť Aßlarer byla uzavřena roku 1859 a Oberndorfer roku 1861. V roce 1855 přibyla nová huť a hamr, které byly koupeny od Wolfganga Ernsta III. knížete z Ysenburgu a Büdingenu. Oblast Neuenschmidten, která se nachází v údolí Bracht u Wächtersbachu, byla v té době pro huti krajně nepříznivá. Železná ruda sem musela být z oblasti Wetzlaru dopravovány povozy. To se ukázalo jako nerentabilní, a proto byla i tato huť v roce 1859 odstavena. Uzavírání hutí souviselo s Velkou hospodářskou krizí, která přišla ze Severní Ameriky v roce 1857 a která měla negativní dopad krom společnosti Buderus i na německý železářský průmysl jako celek.
24. května 1856 se společnost rozhodla svolat správní radu. V tehdejším představenstvu byli tři výše zmínění synovci a tři dlouholetí vedoucí pracovníci: Gottfried Stuhl z Fridrichovy hutě v Laubachu, Fritz Spies z hutě Löhnberger u Weilburgu a Georg Friedrich Carl Heitefuss z hutě Aßlarer. Aßlar byl původním sídlem správy, avšak po ukončení tamní těžby bylo sídlo společnosti přemístěno do Wetzlaru.
Když Friedrich Buderus roku 1857 koupil, bez jakékoliv konzultace s kolegy a na vlastní účet válcovnu plechu „Albion“ u Neuwiedu, vyvolal vážnou a nakonec nenapravitelnou roztržku. Opakovaně se snažil začlenit tento závod do společnosti, ale jeho bratranci byli vždy proti, a tak nakonec založil vlastní společnost pod názvem L. Fr. Buderus Germania .

### Napojení na celostátní železniční síť a do Porúří (od roku 1862), zavedení koksových vysokých pecí
Roku 1861 získal Buderus huť Hedwigs u Lollaru . Bylo to na dráze Main-Weser-Bahn, díky čemuž výrobky ze surového železa mohly být nyní rychle a snadno expedovány zdálenějším zákazníkům. Kromě toho přibyla možnost získávat koks z Porúří přes Paderborn za mnohem nižší cenu než přes předchozí železniční trasu. Nyní existovalo přímé železniční spojení mezi oblastí Lahn bohatou na železnou rudu a oblastí Porúří která je bohatá na uhlí. V roce 1862 byla otevřena železnice Deutz-Giessen . Přeprava rudy a prodej železa se tak konečně staly nezávislými na regionu Lahn.

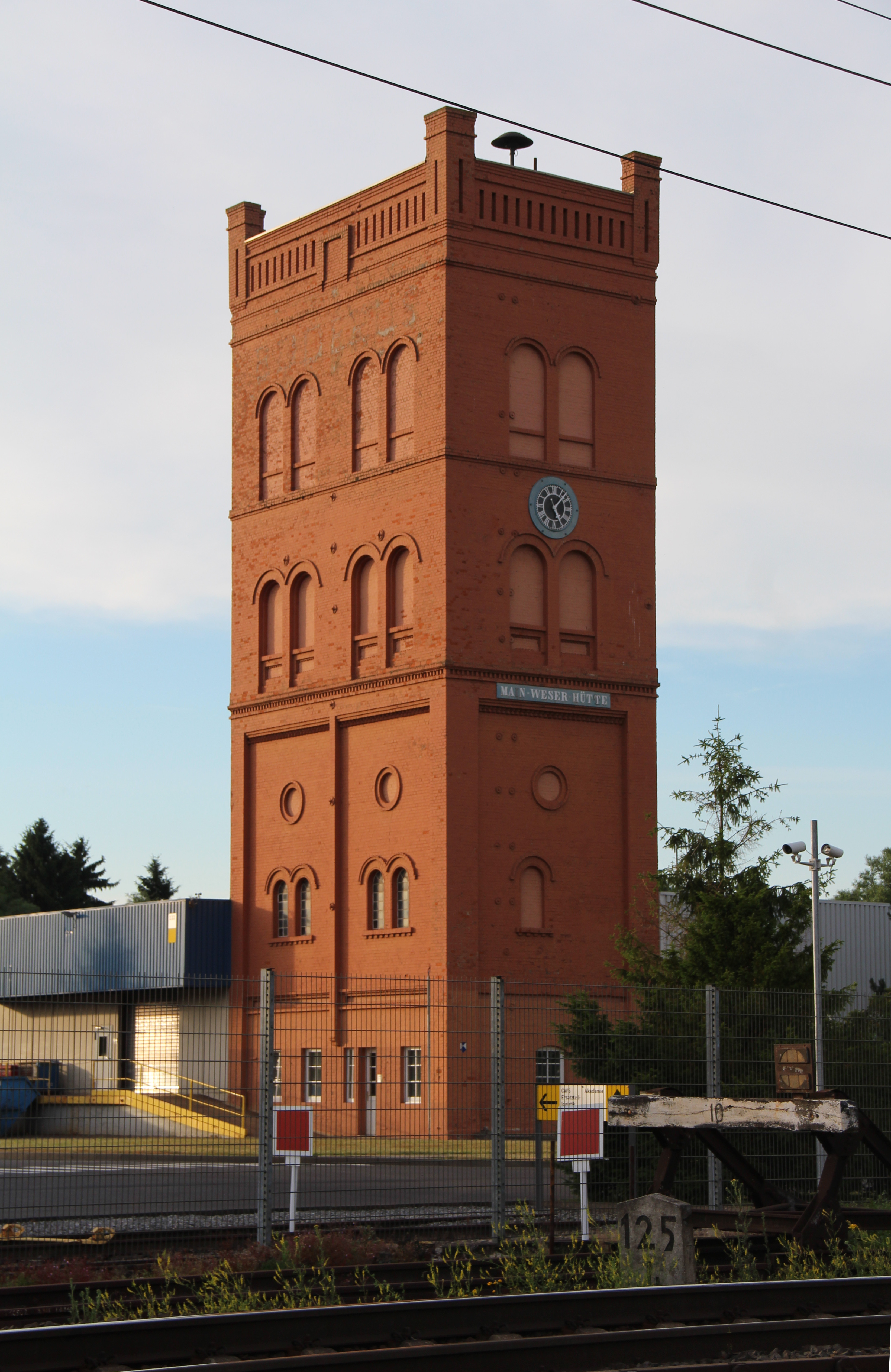
Takzvaná věž Gichtturm v Lollaru s nápisem Main-Weser-Hütte

Na základě přilehlé železniční trati byla huť Hedwigs přejmenována na Main-Weser-Hütte . Stala se základem moderního rozvoje firmy Buderus. V závodě, který roku 1854 postavil Justus Kilian poblíž Lollar, musel Buderus nejprve postavit nové vysoké pece, neboť staré byly nepoužitelné. Devátého listopadu 1863 byla spuštěna první vysoká pec Minerva. Druhá vysoká pec, Vulkan, následovala v listopadu příštího roku. Vulkan byla první koksová vysoká pec na území středního a horního Lahnu. Nový závod řídil od roku 1862 Georg Buderus III. (* 14. června 1838 v Hirzenhainu; † 28. června 1895 v Lollaru), nejstarší syn Georga Buderuse II. Zavedením koksáren se uhelny staly nadbytečnými a nerentabilními, kvůli čemuž byly později také uzavřeny. V polovině 60. let 19. století byly odstaveny hamry Georgův a Hessenbrücker, v roce 1866 huť Löhnberger a v roce 1872 byl odstaven i Louisin hamr.
Nadruhou stranu těžba vystoupala roku 1867 až na 129 412 tun železné rudy. Jádro těžby pro Buderus se v 19. století přesunulo z Horního Hesenska do oblasti Lahn, přičemž se především zaměřila na horskou oblast Wetzlar, kde se předpokládali bohatá ložiska.

### Konec partnerství (1870)
Roku 1870 rodinné hádky (odstartované nákupem válcovny Albion) zesílily natolik, až nakonec již nemohly být urovnány vnitřními rodinnými smlouvami. Zodpovědný za tyto spory byl především Friedrich Buderus a jeho osobitá obchodní politika. Partnerství bylo oficiálně ukončeno 18. ledna 1870. Od té doby existovaly dvě samostatné společnosti Buderus, První byla L. Fr. Buderus zu Audenschmiede, ze kterých Friedrich Buderus obdržel Audenovu kovárnu, většinu dobývacího prostoru u Weilburgu a odstupné 225 000 marek. Druhá společnost se jmenovala Offene Handelsgesellschaft Gebrüder Buderus zur Main-Weser-Hütte bei Lollar a pokračovali v ní bratři Richard a Georg. Fridrichova huť, prapůvod rodinného podniku Buderus, byla prodána roku 1870, neboť se společnost nedokázala dohodnout s vedením hrabství Solms-Laubach na nové nájemní smlouvě.
Georg Buderus II a jeho syn Georg Buderus III. Po založení nové společnosti získali stavební pozemky u vlakového nádraží ve Wetzlar, kde postavili novou vysokou pec na koks. Dne 1. března 1871 Richard Buderus zemřel a jeho rodina převzala polovinu akcií OHG. Zmíněná stavba ve Wetzlaru byla pojmenovaná po matce Georga Buderuse II. a Richarda Buderuse: Sofiina huť. Tato první vysoká pec ve Wetzlaru byla spuštěna 1. srpna.
Dne 8. prosince 1873 zemřela hlava rodiny Buderusů, zemský rada Georg Buderus II . Jeho syn Georg Buderus III poté převzal vedení rodinné firmy a rozšířil výrobu surového železa. Jeho bratr Hugo Buderus, který do firmy vstoupil jako rovnocenný společník v roce 1874, se zaměřil především na slévárenství, díky čemuž převzal kontrolu nad hutí Hirzenhainer. Roku 1878 byla huť Christianshütte uzavřena a v Lollaru byla zřízena nová slévárna s licími pánvemi, které sem byly přemístěny téhož.Ještě téhož roku tento provoz začal zpracovávat část slévárenského surového železa vytěženého firmou Buderus. Slévárna, jejíž kvalifikovanou pracovní sílu tvořili bývalí zaměstnanci z Christianshütte, si rychle získala dobrou pověst díky výrobě kvalitních a moderních pokojových kamen . Později, roku 1880, bratři Buderusové odkoupili zpět velkou část důlního majetku v oblasti Weilburg, který byl při rodinném sporu, o deset let dříve, přidělen Friedrichovi Buderusovi. Konkrétně 9. února 1880 odkoupili bratři Buderusové huť Lahnhütte u Gießenu a rozšířili ji o slévárnu na surové železo. Tato huť byla přejmenována po matce akcionářů a od té doby nesla jméno Margarethenhütte (Margaritina huť).

### Přeměna na akciovou společnost (1884)

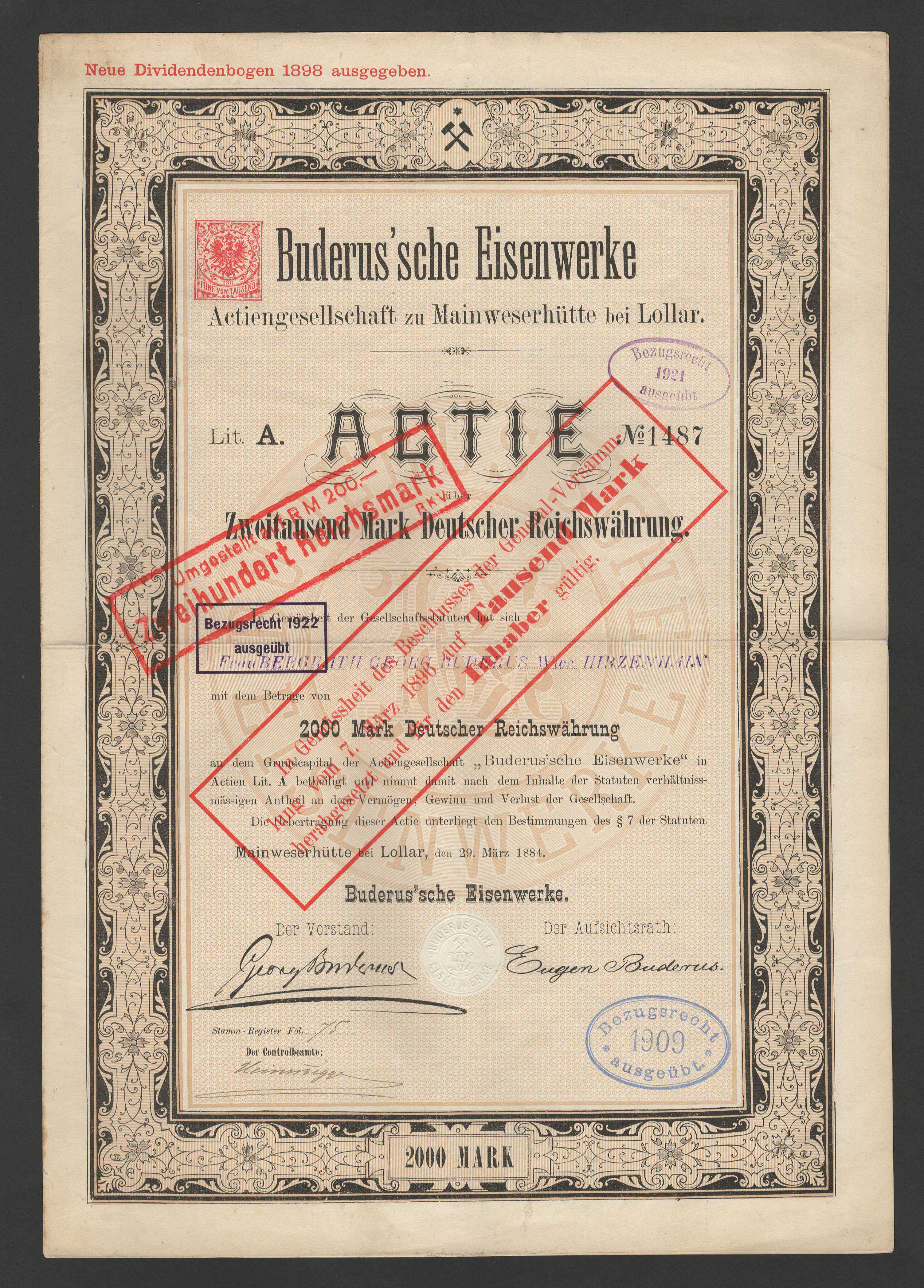
Akcie, v hodnotě 2000 marek, železárenské společnosti Buderus, vystavené 29. března 1884

Poté, co rodina roku 1883 získala Georgovu huť od prince a pozdějšího panovníka Georga zu Solms-Braunfels, vlastnila všechny huti na surové železo na Lahnu, i když se kvůli tomu velice zadlužila. Do roku 1870 utratila rodina Buderus sedm milionů marek na pořízení železáren a dalších pět milionů marek na rozšíření nalezišť rudy. Propad ceny surového železa v té době výrazně snížily zisky společnosti. Rodinný podnik s těmito finančními problémy a v této velikosti jako soukromá společnost již nemohl přežít. Z tohoto důvodu bratři Buderusové přeměnili společnost v roce 1884 na akciovou společnost . Středoněmecká Creditbank poskytla společnosti půjčku ve výši 6,6 milionu marek za výhodných úvěrových podmínek.
Dne 20. května 1888 Wilhelm Buderus, který 16 let řídil huť Sophienhütte, zemřel ve věku pouhých 45 let. Hugo Buderus, který byl vždy zastáncem slévárenské výroby a byl vedoucí huti Hirzenhainer, převzal v roce 1891 železárny Hirzenhainer do svého soukromého vlastnictví, aby se mohl osamostatnit od rodinné akciové společnosti. Po Friedrichu Buderusovi odešel ze sdružení další člen rodiny, aby vedl vlastní firmu. Jeho společnost fungovala pod názvem Eisenwerk Hirzenhain HR Buderus . George Buderus III se až do své smrti, která nastala 28. června 1895 v Lollarech, snažil firmu vymanévrovat ekonomickou krizí a zachovat rodinný charakter firmy. Krátce před svou smrtí souhlasil s prodejem Main-Weser Hütte v Lollarech nově založené společnosti vedené Hugo Buderusem. Roku 1895 Hugo přeměnil společnost, kterou řídil, na Eisenwerke Hirzenhain und Lollar Aktiengesellschaft se sídlem v Hirzenhainu . Carl Buderus, který byl dříve ředitelem slévárny Lollar, se po boku svého bratra Huga stal členem představenstva. Ve slévárně Lollar, která měla vynikající pověst díky výrobě pokojových kamen "Lönholdtových pecí", nejlepších pomaluhořících pecí své doby, byla roku 1895 zahájena první průmyslová výroba litinových kotlových článků na území dnešního Německa. O tři roky později zde byla postavena první továrna vyrábějící radiátory na evropském kontinentu.
Druhá společnost Buderus Georga Buderuse III. po jeho úmrtí roku 1895, přesunula své sídlo z Lollaru do Giessenu. Buderus Eisenwerke byly nyní pouze výrobcem surového železa, neboť Hugo Buderus převedl veškeré závody na zpracování pod jeho vedení (vedle rodiny Buderusů vlastnily podíly v železárnách Hirzenhain a Lollar i zemské banky). Po smrti Georga Buderuse III. se vedení ujal manažer Friedrich Schiele, který se do rodiny Buderusů přiženil sňatkem s Amalií Buderusovou, sestrou Georga Buderuse III.

### Konec jako rodinného podniku (1896)

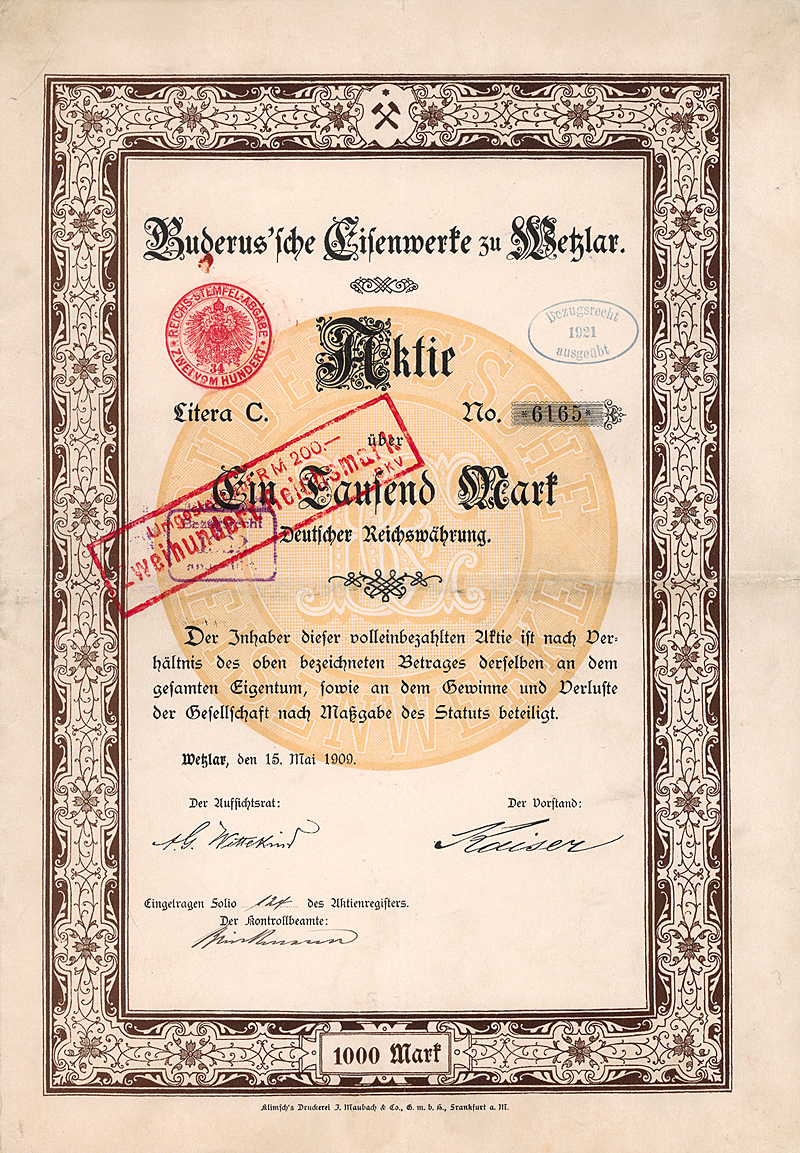
Akcie, na 1000 marek ,železárenské společnosti Buderus, vystavené 15. května 1909

Finanční situace akciové společnosti Buderus'sche Eisenwerke se i přes prodej hutě Main-Weser-Hütte a z toho plynoucí peněžní injekce nadále zhoršovala. V důsledku toho zemské banky rozhodly o restrukturizaci společnosti. Z těchto bank byl do čela společnosti dosazen Eduard Kaiser na pozici generálního ředitele. S hutí mu pomáhali ředitel dolu Ludwig Roth a Reinhard Buderus, kteří od 31. prosince 1895 tvořili nové představenstvo Buderus'sche Eisenwerke. S Eduardem Kaiserem jako generálním ředitelem a nečlenem rodiny skončila historie Buderus jako rodinné firmy. Po odchodu Reinharda Buderuse z představenstva v roce 1896 byla rodina Buderusů zastoupena pouze v dozorčí radě.
Roku 1900 Eduard Kaiser prodal areál hutě Margaretenhütte městu Giessen . Akcie Buderus byla uvedena na berlínskou burzu 8. dubna 1899 a 12. dubna 1899 na burzu ve Frankfurtu nad Mohanem. Kaiserovým cílem bylo vytvořit zisk i z vedlejších produktů výroby surového železa. Z toho důvodu od roku 1899 proto společnost začala používat strusku z vysoké pece Wetzlar k výrobě cementu . Kromě toho se vyrobené surové železo začalo z velké části zpracovávat interně, aby se snížila závislost na kolísajícím trhu. Od roku 1901 se v nově přestavené slévárně ve Wetzlaru začali vyrábět litinové trubky a od ledna 1902 se začali dělat zvláštní specializované odlitky (např. pro skříně elektromotorů).
Prvního ledna 1903 se společnost Huga Buderuse rozdělila na Eisenwerke Hirzenhain Hugo Buderus a Eisenwerke Lollar A.-G. v Lollaru. Společnost Lollar A.-G. se 28. března 1905 spojila se společností Buderus'sche Eisenwerke, protože společnosti z velké části vlastnili stejní akcionáři, a to členové rodiny Buderus. Buderus tehdy již potřeboval novou slévárnu na odpadní potrubí, a tak 8. října koupil slévárnu Karlshütte poblíž Staffel, která byla založena 30. května 1900. Všechny tyto investice vytvořili nový problém, a to sice jak zásobit vysoké pece dostatkem koksu . Proto jedna z později spojených společností koupila těžební společnost Bergbau AG Massen, které se později 1. ledna 1911 oficiálně stal součástí Buderus'sche Eisenwerke.
Dne 27. června 1911 zemřel Eduard Kaiser, zmíněný generální ředitel firmy Buderus. Kaiserovi se podařilo z krizových let 1895 a 1896 změnit ztrátovou společnost v úspěšnou akciovou společnost, která vyplácela konstantní dividendy mezi 5 a 9 %. Po jeho smrti rozhodlo představenstvo o radikální reorganizaci Buderus'sche Eisenwerke a dne 27. července 1911 se společnost změnila na obchodní společnost Buderus'sche . Novým generálním ředitelem byl Alfred Gröbler, který ji řídil od 1. ledna.1912 společně s ředitelem hutí Georgem Jantzenem a obchodním ředitelem Heinrichem Jansenem.

### Od první světové války do roku 1935

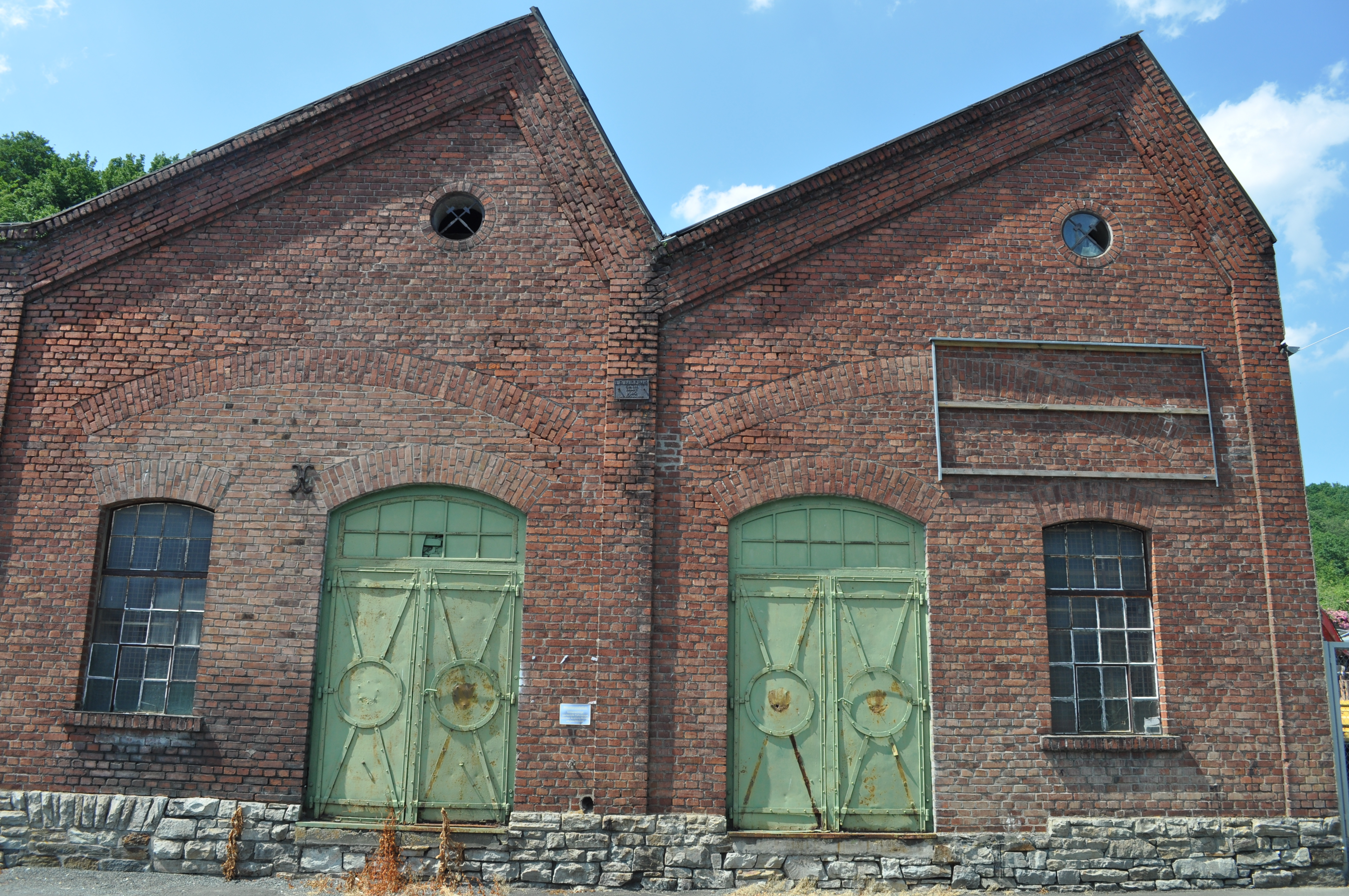
Budova bývalé továrny Buderus v Audenschmiede, postavená roku 1910 s pultovou střechou

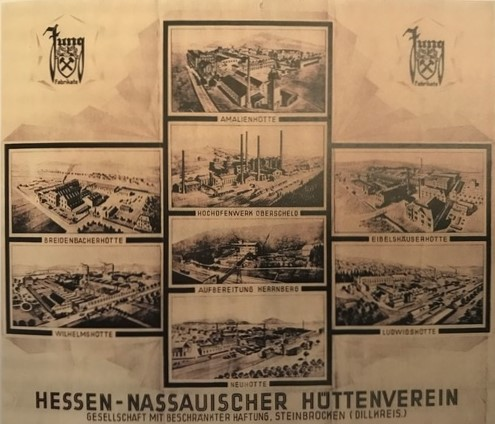
Závody Hessen-Nassauischen Hüttenverein

Zlomovým bodem pro společnost byl první srpen 1914, kdy vypukla první světová válka . Společnost zaměstnávala k 31. červenci 8 500 dělníků, z nichž 2 000 bylo odvedeno na vojenskou službu při mobilizaci po začátku války. Od února 1915 byli ve výrobě, kvůli nedostatku dělníků, nasazeni váleční zajatci a od května 1915 byly v továrnách zaměstnány i německé ženy. Na konci roku 1916 dosáhl počet zaměstnaných válečných zajatců svého vrcholu, kterým bylo 1584 pracujících zajatců. Výroba ve slévárnách šedé litiny přešla v rámci válečného hospodářství na zásobování armády, zejména na výrobu munice. Roku 1915 byla v areálu hutě Sophienhütte zřízena slévárna ocelových forem, aby mohla vyrábět lité ocelové granáty . V letech 1917/18 následovaly další dvě elektrické pece typu Röchling-Rodenhauser.
Po skončení války roku 1918 se stavělo stále více nových sléváren a přidružených zpracovatelských závodů, aby bylo možné efektivněji zpracovávat surové železo, které si společnost sama vyrobyla. Patnáctého dubna 1919 Buderus získal většinu akcií Eisenwerke Hugo Buderus GmbH a 23. května 1919 rozhodla valná hromada o sloučení koupené Westdeutsche Eisenwerke Aktiengesellschaft v Essen-Kray se společností Buderus. Následující rok 20. dubna byla založena Stahlwerke Buderus-Röchling Aktiengesellschaft, společný podnik Röchling ve Völklingenu a Buderusu, s podílem 50/50 na majetku. Později roku 1923 se továrny Kray a Staffel zastavily kvůli invazi francouzských a belgických jednotek během okupace Porúří. Na konci září 1925 byla opuštěna Georgova huť. Kvůli rostoucím provozním ztrátám byl 31. prosince téhož roku uzavřen i důl Massen.
Alfred Gröbler, ředitel společnosti, který zemřel roku 1926, od roku 1912 pracoval na zachování společnosti a úspěšně ji provedl první světovou válkou. Jeho nástupcem se stal obchodní rada Adolf Koehler, který nastoupil do společnosti 16. dubna 1898 jako obchodní učeň, roku 1917 se stal obchodním ředitelem a v roce 1919 členem představenstva. V rámci úsporných opatření během světové hospodářské krize byly k 1. listopadu 1932 uzavřeny dosud formálně nezávislé železárny Hirzenhain, a tedy po 41 letech nezávislosti byli plně integrována do Buderus'sche Eisenwerke. Od této chvíle existovala opět pouze jedna společnost Buderus.

Největší význam mělo zájmové společenství založené roku 1932 s předluženou hutní společností Hessen-Nassauischer Hüttenverein GmbH, které vstoupilo v platnost 1. ledna 1933. Toto zájmové polečenství posílilo zejména slévárenský sektor společnosti Buderus, protože železářský spolek vlastnil kromě rudných dolů v kraji Dill a malé vysoké pece u Oberscheldu hlavně šest sléváren v kraji Dill a v kraji Biedenkopf. Prvního prosince 1935 byl Hüttenverein zcela pohlcen společností Buderus'sche Eisenwerke.

### Doba nacionálního socialismu
Za Třetí říše se Buderus podílel na skryté zbrojní výrobě pro modernizaci Wehrmachtu . Obchodní rada Adolf Koehler obdržel zakázku od armádního zbrojního úřadu na výrobu granátů pro pěchotní granátomety . Výroční zpráva z roku 1937 konstatovala, že nucená konverze výroby vedla k výraznému poklesu tržeb, protože velká část výroby odlitků, ze kterých měla společnost hlavní zisk, této konverzi podlehla. Koehler v novinách Rhein-Mainische Wirtschafts-Zeitung 5. listopadu 1934 ostře protestoval proti zvýšení těžby německé železné rudy „požadované nejrozmanitějšími místy“ a požadoval, aby stát „šetřil“ „s nerostnými zdroji, které mu příroda dala“. Dozorčí rada společnosti Buderus se až do roku 1938 skládala pouze z členů židovského původu. Předsedou dozorčí rady byl koncem roku 1936 stále pouze Albert Katzenellenbogen.
V posledních letech před válkou, až do roku 1939, musela slévárna Buderus akceptovat omezení vlastní původní výroby ve slévárenském sektoru v důsledku nacionálně socialistické přezbrojovací politiky a ztráty v těžbě železné rudy v řádu milionů marek v důsledku státem vyžádaného navyšování kapacit. Tím byla přerušena probíhající transformace Buderusu, která začala ve 20. letech 20. století, z vertikálně strukturované těžařské a hutní společnosti (včetně těžby uhlí a výroby koksu) na přední německou slévárenskou skupinu. Po úmrtí Adolfa Koehlera 13. prosince 1941 byl do funkce generálního ředitele povýšen Heinrich Giesbert. Ani jeden z těchto dvou válečných generálních ředitelů Buderus nebyl členem NSDAP .
19. září 1944 byl areál Buderus'sche Eisenwerke ve Wetzlaru vybombardován, čímž byla zastavena veškerá výroba surového železa. I přes poškození vlastní výroby byla ostatní oddělení udržována v chodu až do konce války. Na začátku roku 1945 bylo asi 45 % z přibližně 8 000 zaměstnanců zahraniční pracovníci. Asi 70 % veškeré tehdejší produkce sloužilo pro válečné účely. V roce 1944 byla Amalienhütte pronajata společnosti Friedrich Krupp AG a závod v Hirzenhainu byl převeden na Breuer-Werke AG, samostatnou dceřinou společnost.

### Po druhé světové válce
Americké jednotky obsadily Wetzlar 29. března 1945 včetně huti Sophienhütte, hlavním výrobním závodem a hlavní správou společnosti. Současně zastavily výrobu veškeré závody Buderus v oblasti Lahn-Dill a v Horním Hesensku. Přestože byly tyto závody během války z velké části ušetřeny bombardování, utrpěly na konci války vysoké materiální ztráty kvůli drancování a jejich provozuschopnost byla vážně narušena. Dne 20. října 1945 rezignovali všichni členové představenstva, kromě předsedy představenstva Heinricha Giesberta (který byl však v polovině listopadu 1945 zatčen jako svědek, kvůli svému členství v dozorčí radě Commerzbank ) a Wilhelm Witte, ředitel dolu. Spojenci také rozhodli, že od 31. července 1945 dozorčí rada ztratila svůj mandát. Z tohoto důvodu soud v Limburg an der Lahn ve spojení s vládou Velkého Hesenska 20. listopadu 1945 zřídil novou dozorčí radu, kterou od prosince 1945 vedl státní tajemník Hans Bredow, „otec rozhlasu“ za Výmarské republiky .
Bredow a Witte poté usilovali o povolení od americké vojenské vlády znovu zahájit provoz se zařízením z předválečného období, především s vysokými pecemi pro zásobování sléváren surovým železem, což se jim povedlo a pátého března 1946 byl obnoven provoz první vysoké pece ve Wetzlaru. Současně se znovu rozběhla výroba trubek v závodě Wetzlar (dříve v areálu hutě Sophienhütte). Novými členy představenstva se v srpnu stali Franz Grabowski a Franz Grosser. Práce neprobíhali za normálních podmínek, protože se ještě nehlasovalo o ústavě hesenského státu a neprovedla se důsledná měnová reforma . Teprve po měnové reformě v červnu 1948 mohl provoz ve slévárnách Buderus opět běžet za normálních podmínek. Dne 25. října 1949 byly zavedeny důchody pro bývalé dělníky a bývalým pracovníkům bylo vyplaceno přes 30 milionů eur. Poslední zářijový den 1950 byla otevřena nová slévárna uměleckého železa v Hirzenhainu a 20. listopadu téhož roku odstředivá slévárna ve Staffelu. Prvního prosince následovalo nova nová učňovská dílna ve Wetzlaru s cílem vyškolit další generaci zaměstnanců společnosti.

### 50. a 60. léta 20. století
Během těchto let bojoval Buderus s tehdejší hesenskou zemskou vládou o těžební, hutní a elektrárenské provozy, které mu byli dříve odebrány, Buderus'sche Eisenwerke, které byly ve správě státu na základě „socializačního článku“ 41 hesenské ústavy. Zemská vláda chtěla spor urovnat a založila pro tento účel vlastní společnost Hessische Berg- und Hüttenwerke AG Wetzlar s prozatímním základním kapitálem 100 000 německch marek. Spory skončily 6. března 1954, kdy byla podepsána smlouva o společném užívání dolů a hutí. Základní kapitál společnosti byl navýšen na 15 milionů marek a Buderus získali blokační menšinu 26 % a odstupné. Účetnictví bylo upraveno samostatnou smlouvou ze 13. dubna 1954.
Z důvodu stupného rozšiřování plastů do výroby potrubí, byla ve Frankfurtu-Höchstu společně s hutí Halberger založena společnost Omniplast GmbH & Co. KG v Brebach/Saar. Prvního dubna 1956 převzal Heinz Gries po Franzi Grosserovi technické vedení firmy, a tehdy také bylo vydáno množství nových akcií Buderus'sche Eisenwerke. Roku 1956 se Friedrichu Flickovi podařilo získat většinu akcií Buderus prostřednictvím společnosti Metallhüttenwerke Lübeck . Friedrich Flick se tím jako většinový majitel stal místopředsedou dozorčí rady. Novým členem dozorčí rady se stal také Alfred Rohde z Lübecker Metallhüttenwerke AG. V roce 1958 získal Buderus většinu akcií Burger Eisenwerke AG, největší německé společnosti v oboru topných a varných zařízení se značkou Juno. Roku 1964 společnost Buderus v poválečném období poprvé expandovala do zahraničí akvizicí malých podílů v rakouské společnosti Tiroler Rohren- und Metallwerke AG . Počátkem roku 1965 byly akcie skupiny Röchling ve Stahlwerke Röchling-Buderus AG převzaty společností Buderus a od té doby společnost pokračovala pod názvem Edelstahlwerke Buderus AG .
Dne 18. května 1965 přešel podíly státu Hesensko na základním kapitálu společnosti Hessische Berg- und Hüttenwerke AG, nyní v hodnotě 18,5 mil. německých marek na společnost Buderus. Tím byl Wetzlarský železářský a ocelářský průmysl nyní „opět zaokrouhlen“ a byl 100% v rukou Buderusu. Nový generální ředitel Karl von Winckler (od roku 1967) chtěl posílit sektor topné techniky, a proto převzal většinový podíl ve společnosti Senkingwerk v Hildesheimu přes společnost Burger Eisenwerke vyrábějící spotřebiče pro vytápění a vaření.

### 1970–1985
Hlavním úkolem podnikové politiky po skončení rekonstrukce a po hospodářské krizi 1966/67 byla restrukturalizace slévárenského areálu, který se stal částečně neziskovým. Závod Essen-Kray byl uzavřen 31. prosince 1971 a byl tedy první slévárnou, která byla uzavřena . Essen-Kray byl pod silným tlakem nahradit litinové vany, které se zde vyráběly od konce 20. let, ocelovými vanami, které byly lehčí a hlavně levnější na výrobu. Toho času již pouze čestný předseda dozorčí rady Friedrich Flick zemřel 24. července 1972. Roku 1974 byla uzavřena slévárna, Wilhelmshütte v kraji Biedenkopf, roku 1975 následovala Amalienhütte ve vestfálském městě Bad Laasphe a závod Niederscheld (bývalá huť Schelder Hütte ) v kraji Dill. Současně byl výrazně rozšířen provoz slévárny v Breidenbach na odlévání automobilových dílů. Dne 10. července 1975 společnost Buderus prodala své podíly ve společnosti Metallhüttenwerke Lübeck a převzala celou holdingovou společnost Omniplast GmbH & Co, aby se stala aktivnější v odvětví plastů.
Občanská společnost Eisenwerke AG uzavřela 15. prosince 1958 se společností Buderus smlouvu o převodu zisků a ztrát. Tato firma se poté 1. ledna 1976 se se společností sloučila s Buderus. Roku 1977 byly Hessische Berg- und Hüttenwerke sloučeny pod Buderus. Dne 22. července 1977 se valná hromada usnesla na zvýšení základního kapitálu společnosti o 18 875 000 německých marek na 85 625 000 DM. Současně došlo ke změně názvu společnosti na Buderus Aktiengesellschaft (zkráceně Buderus AG). Pozuději, 14. března 1981, oslavila firma Buderus své 250. výročí založení. Éra výroby surového železa v Buderus skončila v roce 1981 posledním odpichem vysoké pece ve Wetzlaru poté, co se těžba rud skupiny Buderus zastavila již v roce 1973 uzavřením dolu Falkenstein u Oberscheldu (kraj Dill ).

### 1985–2000

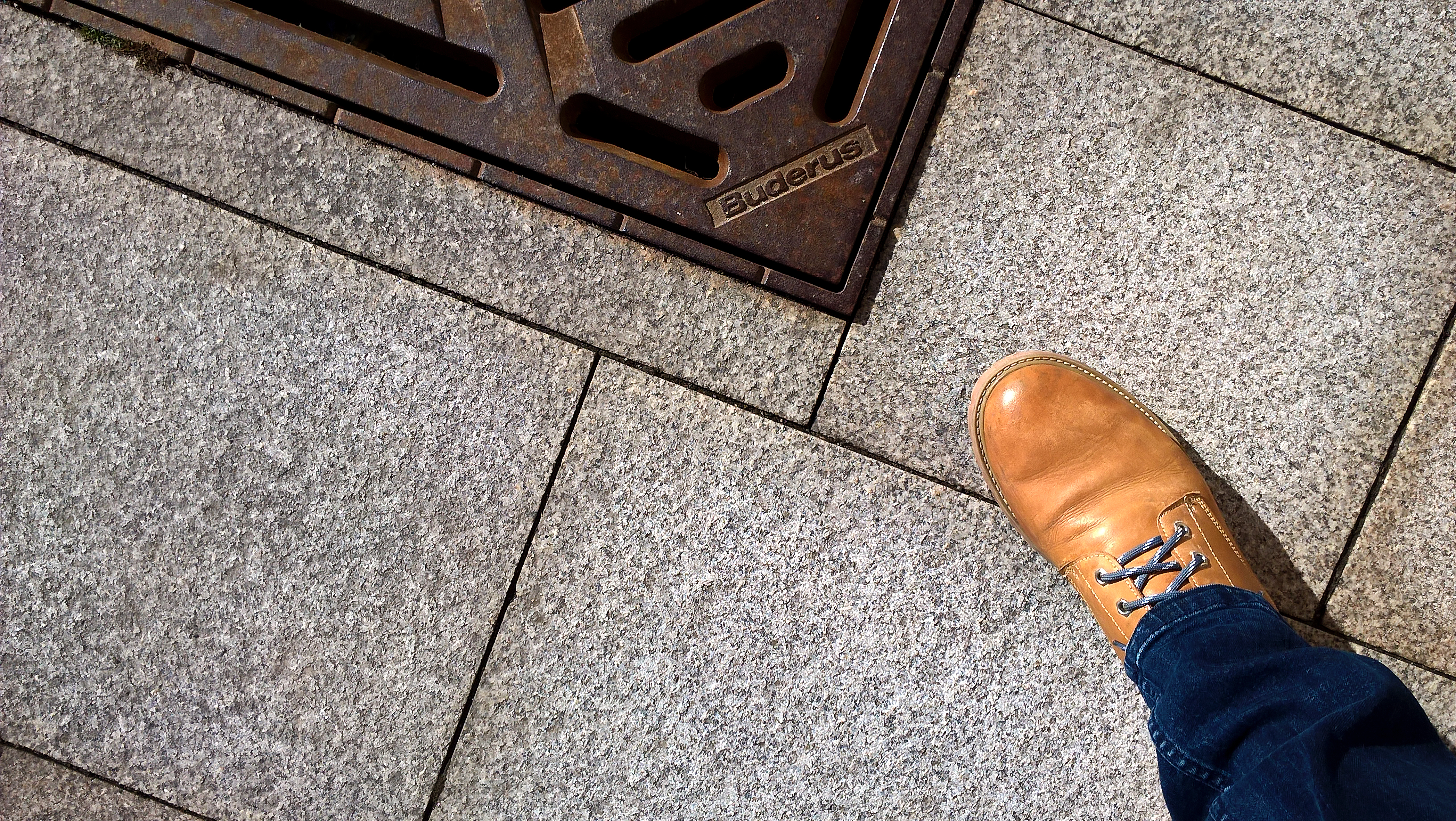
Stromové poklopy Buderus – v Sebnitz

Od konce roku 1985 celých šest let patřil Buderus společnosti Feldmühle Nobel AG, do které Friedrich Karl Flick již dříve vložil svá průmyslová aktiva. Poté 1. ledna dceřiná společnost Metallgesellschaft Industriebeteiligungen AG převzala aktivity Feldmühle Nobel AG. V lednu 1992 byl navýšen základní kapitál společnosti Buderus a 20 % akcií bylo uvolněno na burzu. V červnu 1994, v důsledku finančních potíží, které začali již koncem předchozího roku, vypustila výše zmíněná dceřiná společnost všechny své akcie ve společnosti Buderus na burzu. Od té doby byl Buderus považován za společnost, kterou bylo možno převzít odkupem.

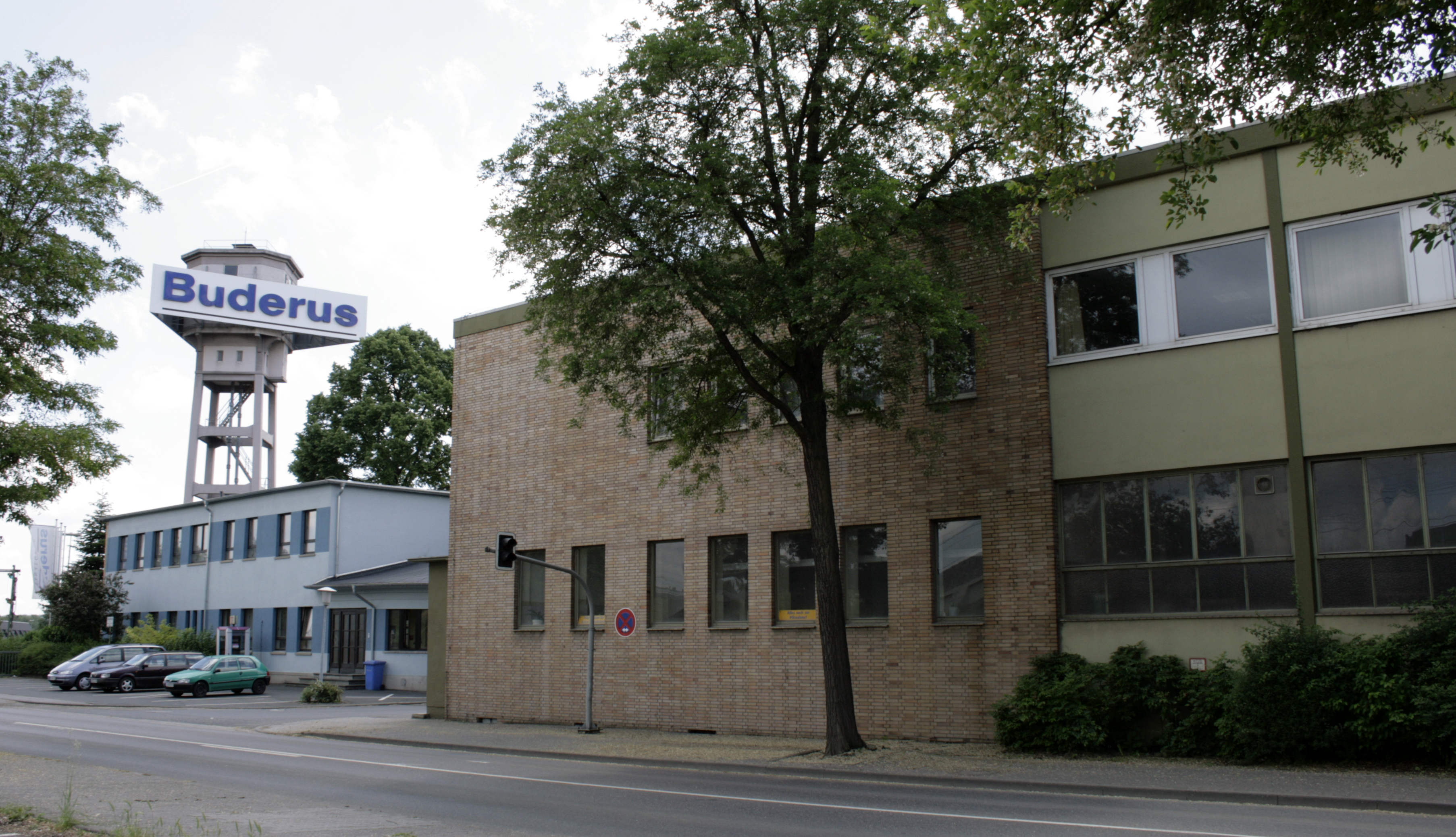
Továrna Buderus v Staffel, 2008

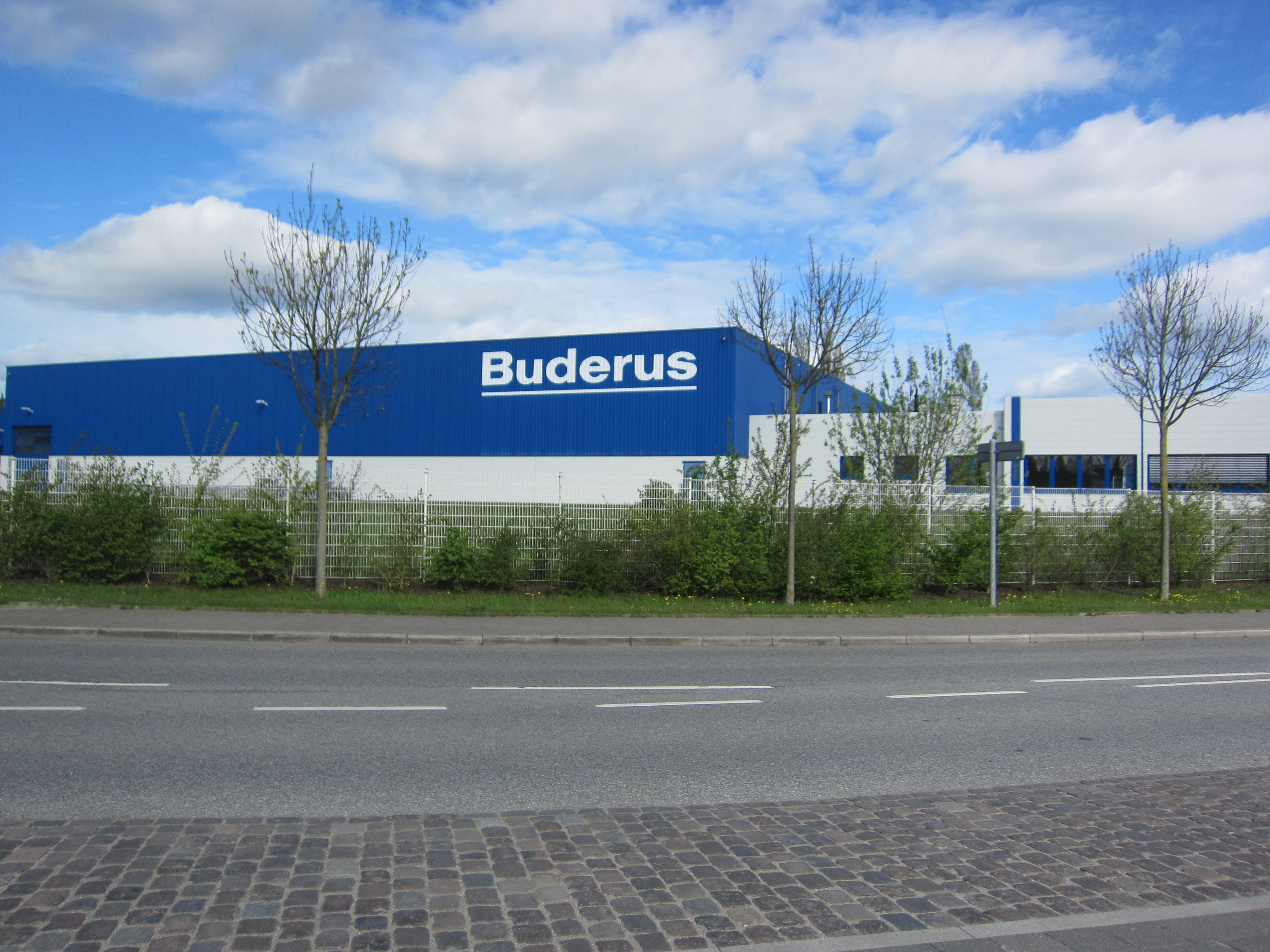
Kancelář v Kielu, 2012

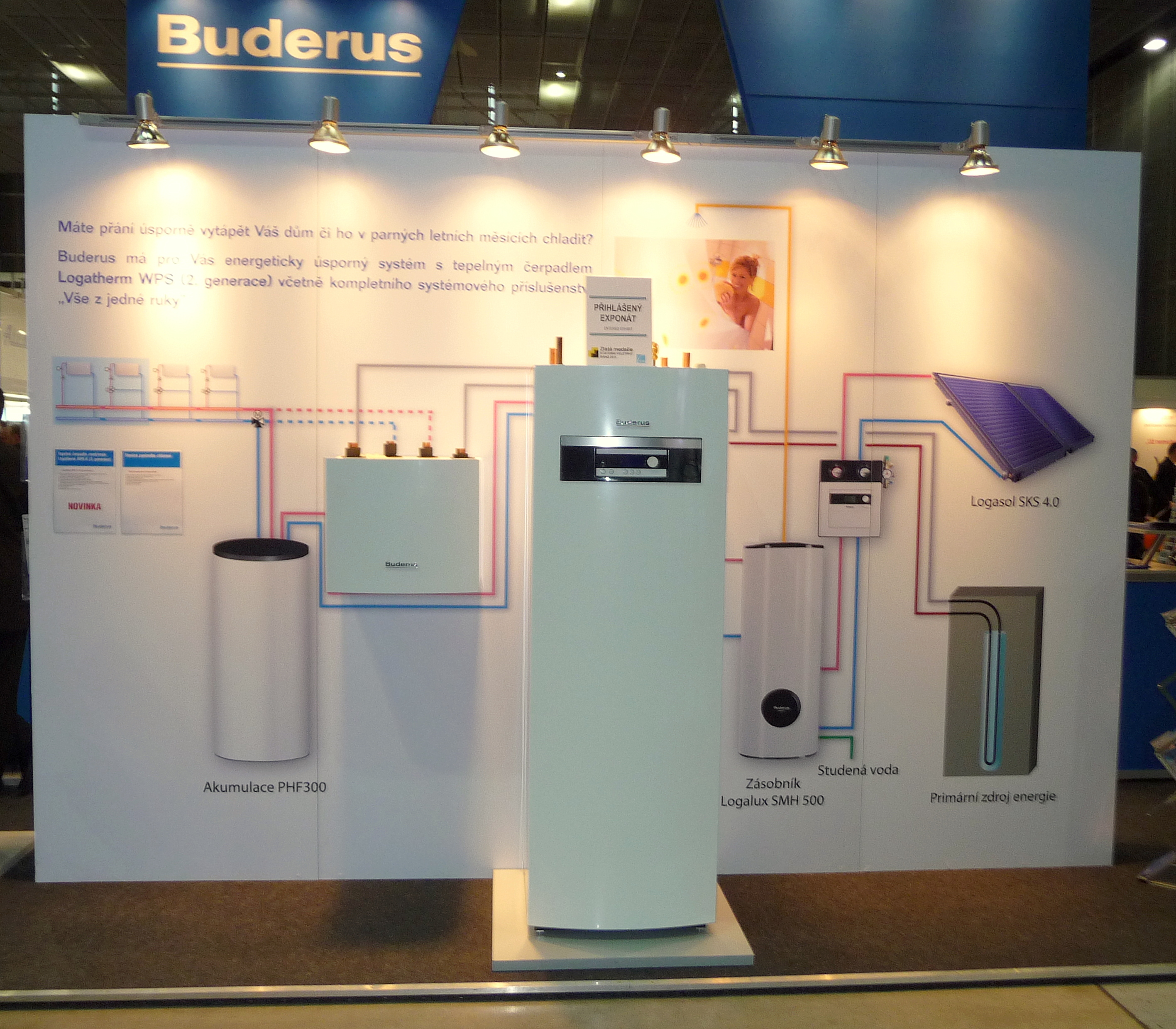
Solární systém Buderus na výstavě v Brně, Česká republika, 2011

Po prodeji divize výroby leteckého příslušenství v roce 1997 se Buderus AG skládal pouze ze tří divizí:
- topné produkty,
- odlitky a
- výrobky z nerezové oceli.

Po restrukturalizaci společnosti Buderus v roce 1987 se divize topných produktů Buderus Heiztechnik GmbH stala vlajkovou lodí skupiny Buderus. Tato dceřiná společnost, vzniklá z divize Buderus AG, měla nejvyšší obrat a zde měl výzkum a vývoj vysokou prioritu. Buderus Guss GmbH, divize specializující se a odlitky, působila na trhu s litinovými trubkami, brzdovými kotouči, speciálními odlitky, separátory a litiny. Buderus Guss si postupem času vybudoval rozsáhlou síť prodejních aktivit. Jako výrobce polotovarů, pásů válcovaných za tepla, pásů válcovaných za studena, volných výkovků, kovaných ocelových tyčí (nástrojová ocel a konstrukční ocel) a zápustkově kovaných výrobků je divize výrobků z nerezové oceli s Edelstahlwerke Buderus AG jeden z předních evropských výrobců a zpracovatelů vysoce kvalitní nerezové oceli. Díky silným stránkám v oblasti materiálů, metalurgie, technologie tváření a dalšího zpracování si divize dokázala udržet vedoucí pozici ve speciálních ocelích.
V roce 2000 se Buderus AG připojil k nadační iniciativě německého průmyslu na odškodnění dělníků pracujících v rámci nucených prací za druhé světové války, tzv. ,,totálního nasazení" .

### Převzetí společností Bosch
Na počátku 21. století začala společnost Robert Bosch GmbH skupovat podíly ve společnosti Buderus AG. V dubnu 2003 předložil Bosch veřejnou nabídku na převzetí, která se setkala s širokým souhlasem. Od 1. září 2003 dosáhl podíl společnosti Bosch ve společnosti Buderus 97,16 %. Třináctého května 2004 výroční valná hromada Buderususchválila výkup soukromých minoritních akcionářů, díky čemuž by se podíl navýšil na 98,7 % akcií. Toto usnesení stanovilo, že akcie menšinových akcionářů by měly být převedeny na hlavního akcionáře, společnost Robert Bosch GmbH, výměnou za vypořádání v hotovosti.
Tato valná hromada zároveň rozhodla o sloučení aktivit termotechniky Bosch a Buderus s 98,8 % zastoupeného základního kapitálu. Vytěsnění menšinových akcionářů nabylo účinnosti zápisem do obchodního rejstříku dne 23. července 2004. V srpnu 2004 byla BBT Thermotechnik GmbH zapsána do obchodního rejstříku a Buderus Heiztechnik GmbH nyní působí pod tímto novým názvem Bosch-Buderus Thermotechnik GmbH. Poté s účinností od 1. ledna 2008 byla tato společnost přejmenována na Bosch Thermotechnik GmbH . Wetzlar, bývalé hlavní sídlo společnosti Buderus, se stal sídlem divize termotechnologie Bosch.
Z důvodu zaměření na trh termotechniky byly v roce 2005 prodány předchozí koncernové divize zaměřující se na výrobky z litiny a nerezové oceli ( Buderus Edelstahl ), s výjimkou Buderus Guss GmbH, která zůstala ve skupině Bosch, protože vyrábí brzdové kotouče v závodě Breidenbach. Tato divize specializující se na odlévání původně prodána fondu rizikového kapitálu SSVP a převedena pod společnost Buderus Foundry Management S.à rl. se sídlem ve Wasserbillig ( Lucembursko), kde od té doby pokračovala. V roce 2012 byla společnost Buderus Kanalguss GmbH v Limburg an der Lahn prodána skupině Meierguss a od té doby vystupuje pod názvem Meierguss Limburg GmbH.
Továrnu na výrobky z nerezové oceli Buderus převzala v roce 2005 společnost Böhler-Uddeholm AG se sídlem ve Vídni. Firmu Böhler-Uddeholm poté prvního ledna 2008 převzala společnost Voestalpine AG se sídlem v Linci, která opět začala do továrny investovat. Největšími investicemi byly kovací lis, přestavba ocelárny a moderní odprašovací systém. Současné portfolio produktů Wetzlar zahrnuje nerezovou ocel, nástrojovou ocel, volné výkovky, pásy vyráběné za tepla a za studena, jakož i válcované polotovary a zápustkově kované díly pro automobilový průmysl, průmysl domácích spotřebičů a energetických strojů. Firma má přibližně 1400 zaměstnanců.
Firma Buderus/Bosch Thermotechnik má ve Wetzlaru tradicí více než 155 let.Díky tomu sem přenesla své sídlo i nástupnická Bosch Thermotechnology, a je odtud také řízena značka termotechnologie Buderus. Celkem ve Wetzlaru pracuje více než 400 zaměstnanců skupiny Bosch Tato společnost má více než 20 výrobních závodů v Evropě, Americe a Asii a v roce 2016 dosáhla obratu 3,3 miliardy eur. Portfolio produktů sahá od stojacích a nástěnných kotlů, ohřívačů vody, solárních termických systémů, tepelných čerpadel pro vytápění a chlazení až po systémy pro velké komerční a průmyslové oblasti, jako jsou průmyslové kotle, kogenerační jednotky a systémy pro využití odpadního tepla v průmyslových procesech. Produkty jsou prodávány pod značkami Bosch, Buderus a vybranými regionálními značkami.

## Seznam vedoucích a generálních ředitelů společnosti
- Johann Wilhelm Buderus I (1731–1753)
- Elisabetha Magdalena Buderus (1753–1762)
- Johann Wilhelm Buderus II (1762–1806)
- Johann Christian Wilhelm Buderus (1806–1815)
- Anton Georg Wilhelm Christian Buderus (1806–1811)
- Georg Buderus I (1806–1840)
- Friedrich Buderus (1840–1862)
- Richard Buderus (1840–1871)
- George Buderus II (1840–1873)
- Hugo Buderus (1874–1891)
- George Buderus III (1873–1895)
- Frederick Schiele (1895)
- Edward Kaiser (1896–1911)
- Alfred Groebler (1912–1926)
- Adolf Koehler (1926–1941)
- Heinrich Giesbert (1942–1945)
- Franz Grabowski (1946–1953)
- Franz Grosser (1946–1953)
- Franz Grabowski (generální ředitel) (1953–1967)
- Karl von Winckler (1967–1974)
- Hans-Werner Kolb (1974–1983)
- Frank Rogge (1983–1988)
- Hans Ulrich Plaul (1989–2001)
- Uwe Lüders (2001–2003)
- Andreas Nobis (2003)
- Joachim Berner (2003–2008)

## Bývalé a stávající dceřiné společnosti a holdingy
- Buderus Edelstahl GmbH, Wetzlar, vznikla v roce 2006 z nerezové oceli Buderus AG
- Buderus Guss GmbH, Breidenbach, vznikl v roce 2003 z Buderus Gießerei Wetzlar GmbH
- Buderus Kanalguss GmbH, Limburg ad Lahn
- Technologie broušení Buderus, Asslar
- Buderus Immobilien GmbH, Wetzlar, od roku 2002 nástupce Wetzlarer Bauverein
- Buderus'sche Handelsgesellschaft mbH, Wetzlar
- Buderus'sche Handelsgesellschaft mbH, Berlín
- Hessian Mining and Huettenwerke AG (Berghuette), Wetzlar
- Krauss-Maffei AG, Mnichov-Allach
- Omniplast GmbH & Co. KG, Ehringshausen Krs. Wetzlar
- Ursania-Chemie GmbH, Ehringshausen Krs. Wetzlar
- Omnical Ges. pro kotel a Apparatebau GmbH, Ewersbach/Dillkreis
- Burger Eisenwerke AG (Juno) Electrolux a částečně Prodej leteckých kuchyní
- Logana Spedition, Wetzlar
- Ferrum GmbH, Dinkelscherben
- Rittershaus & Blecher GmbH, Wuppertal-Barmen
- Továrna na kotle Sieger, Buschhütten
- Unie stavebních materiálů, Wetzlar
- HAGEWE GmbH & Co., Oetigheim/Rastatt
- Senking Works, Hildesheim
- Roeder technologie komerční kuchyně, Darmstadt
- Hotový beton, Wetzlar
- TBG Mittelhessische Lieferbeton, Wetzlar
- GeWoBau, Wetzlar
- WANIT GmbH & Co. KG, Wanne-Eickel
- Zentroguss GmbH, Wetzlar
- Breuer-Werke GmbH, Frankfurt nad Mohanem-Hoechst
- Metallhuettenwerke Luebeck GmbH, Luebeck-Herrenwyk
- Eckert & Ziegler GmbH, Weissenburg/Bavorsko
- Fellner & Ziegler GmbH, Frankfurt nad Mohanem

## Sponzorství

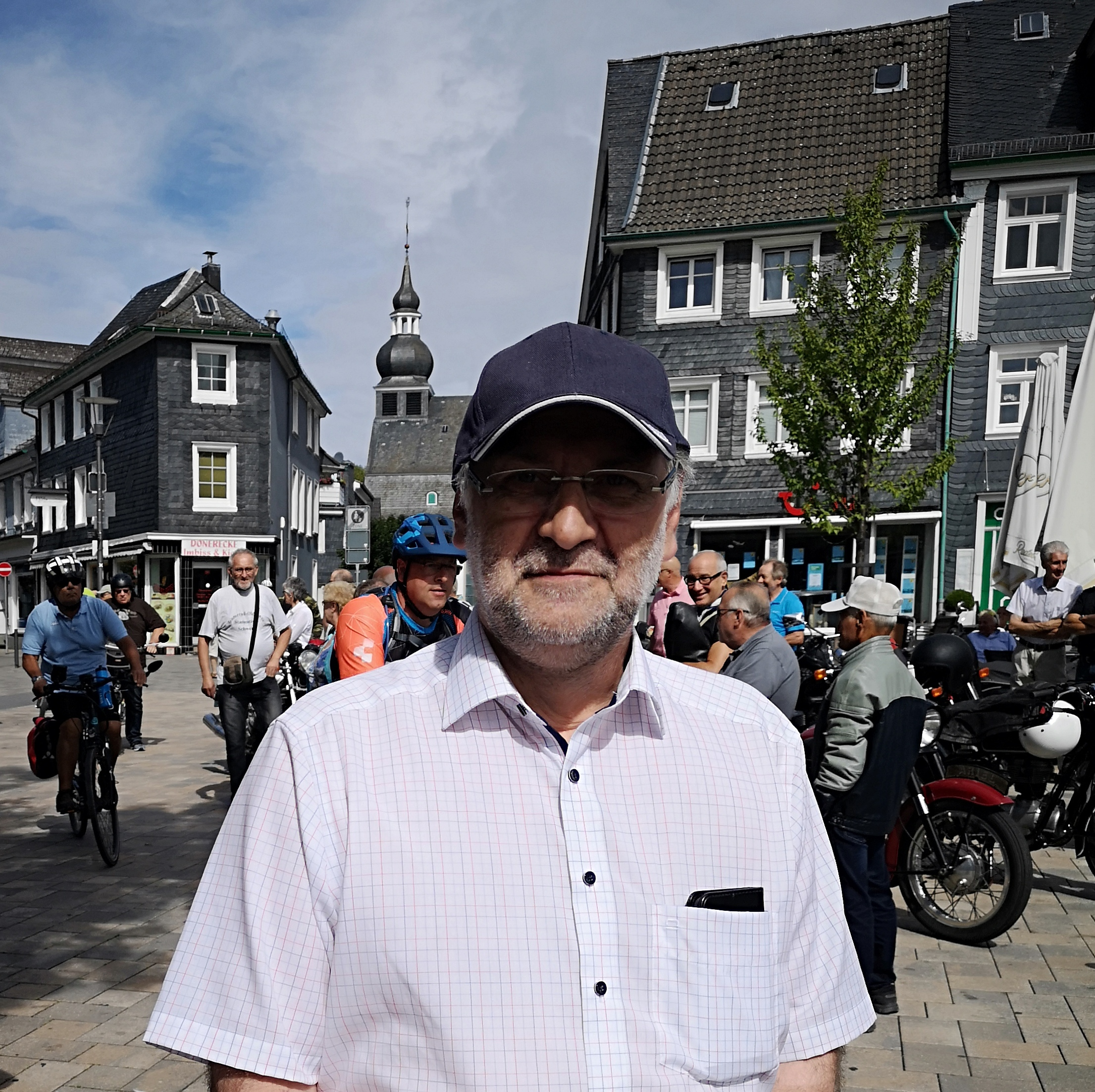
Johannes Mans, před začátkem závodu na elektrokolech s kšiltovkou Buderus

Závody na elektrokolech Buderus se konají v Bergisches Land od roku 2017. Kromě toho je společnost hlavním sponzorem bundesligového ragbyového týmu RSV Köln.